# نیوکسل، سنت کیتس و نویس
نیوکسل، سنت کیتس و نویس (به لاتین: Newcastle) یک شهرک در سنت کیتس و نویس است که در پریش سنت جیمز ویندوارد در جزیره نویس واقع شده‌است.